# Epirrhoe sociata
Epirrhoe sociata är en fjärilsart som beskrevs av Moritz Balthasar Borkhausen 1794. Epirrhoe sociata ingår i släktet Epirrhoe och familjen mätare. Inga underarter finns listade i Catalogue of Life.